# Radio en Guatemala
La radio en Guatemala, es uno de los principales medios de comunicación existentes del país. Surgió en 1930 con la inauguración de la radio TGW y desde entonces ha sido el pilar fundamental de las comunicaciones radiales en Guatemala. Según el último censo realizado en el año 2018, el 65% de los hogares guatemaltecos cuenta con radio, y la capital tiene una penetración del 80%, seguida por Sacatepéquez, con un 79%, y Totonicapán, con 78%.
La radio sigue siendo nuestra compañía en las distintas actividades que realizamos a diario. En Guatemala, según datos del estudio TGI Light, realizado por Kantar Ibope Media, 58% escuchamos en nuestro hogar, 19% cuando vamos en bus o caminando y 13% en el lugar de trabajo. 41.3% lo hace todos los días y, en promedio, el guatemalteco escucha tres horas al día radio.
Es de los medios más consumidos, junto con la televisión y los periódicos, y generador de confianza por excelencia. El 62% de los radioescuchas declaró que “escucha radio para mantenerse informado”, y 59%, que la radio es su principal fuente de entretenimiento.
De los radioescuchas en Guatemala, 64% viven en la capital y 36% en el interior del país. La clase baja dijo haber escuchado radio en los últimos 30 días en un 74%, la clase media un 24% y la clase alta un 3%. En términos de género, tanto los hombres como las mujeres consumen de forma similar la radio, pero son los adultos entre 25 a 75 años quienes más escuchan radio, ya que representan el 66% del consumo.
Gracias a su constante evolución, ha alcanzado nuevas y diversas plataformas y dispositivos, manteniéndose relevante. El 46.7% sigue escuchando radio en su dispositivo tradicional, 28.8% por el celular y 6.89% usa reproductor/computadora.

## Historia

### Antecedentes
A pesar de que la Radiotransmisión en Guatemala se inició formalmente en el año de 1930, muchos guatemaltecos (principalmente las familias acomodadas económicamente), ya contaban con radio receptores en sus hogares, en los que escuchaban radiotransmisiones de onda larga que llegaban desde los Estados Unidos, México y algunas de América del Sur.
Estos radio receptores los importaban cuando realizaban viajes de placer o negocios, causando así una gran sensación, por lo que muchos comerciantes tomaron la decisión de importarlos para la venta, aunque Guatemala no contaba aún con radiodifusoras Nacionales. Julio Caballeros Paz, considerado como el "padre de la radiodifusión" quien en 1929 trabajó en una radio experimental. Luego de varios meses de ardua labor, encendió los motores y parado sobre un tablero de madera aplico la alta tensión; pero algo falló pues brotaron chispas de la bobina y los condensadores. No se dio por vencido y tras corregir las fallas, aplico nuevamente alta tensión y todo funcionó correctamente. Conectó los aparatos a sus antenas y comprobó con el amperímetro térmico que radiaba cien varios de potencia efectiva por cada transmisor. Esa misma noche efectuó la primera prueba de distancia. Colocando el emisor de onda corta en banda de aficionados, obtuvo comunicación telegráfica con dos radio aficionados en los Estados Unidos.
Posteriormente, fabricó en su casa un micrófono que consistía en 6 cápsulas telefónicas que acopló a una tabla cuadrada de 3 capas, montado sobre un pedestal compuesto por una varilla de latón brillante y una base de madera.
Así pues, Caballeros Paz dio los toques finales a las futuras emisoras de ondas largas y cortas, luego fabricaría un micrófono, con cápsulas telefónicas, y lo probaría con un breve programa en el que Francisco Bonilla Ruano recitaría poemas y Eduardo Barrios cantaría algunas canciones populares. La intención era difundir la cultura nacional y promover a los artistas nacionales.

### Inauguración oficial de la radio nacional
El 15 de septiembre de 1930, el presidente de la república para ese entonces Lázaro Chacón inaugura oficialmente la radio con las siglas TGW, bautizándola como Radio Nacional de Guatemala; cuyas transmisiones eran irradiadas desde el estudio improvisado en la Dirección General de Telégrafos, utilizaron al principio varias frecuencias en ondas largas y cortas.
En 1931 las transmisiones de radio ya contaban con volumen adecuado, los radioescuchas sintonizaban la transmisión del programa “Gran Concierto” que salía al aire de onda corta y onda larga. El programa se escuchaba a las 16:00 horas y con una onda de 43 metros, también existía un noticiero llamado “ El Tiempo”.

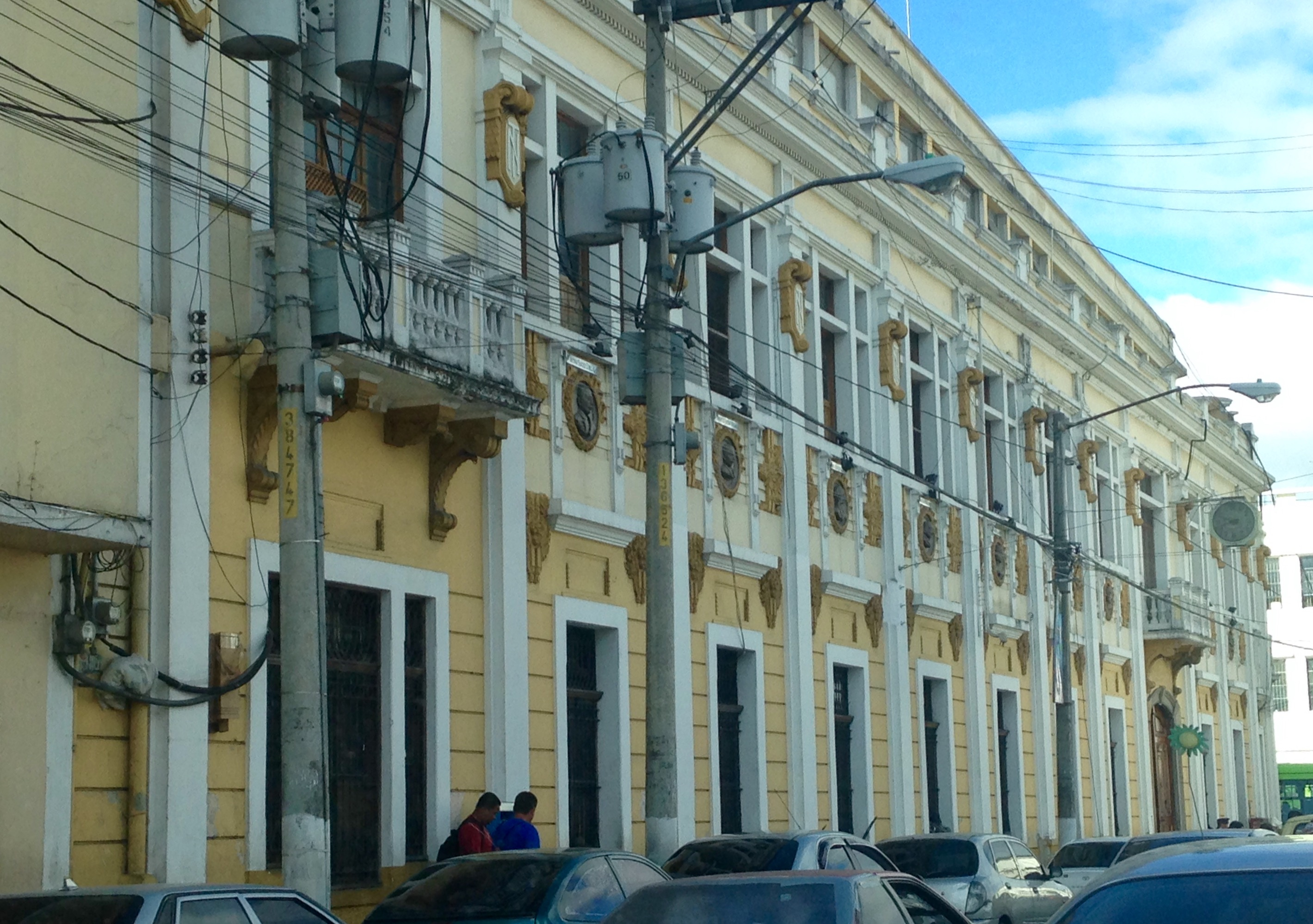
Edificio de la Tipografía Nacional, sede de la radio TGW

La Concha Acústica fue la cuna que acogió el nacimiento del primer gran concierto transmitido por la nueva y poderosa estación de onda larga TGW, La Voz de Guatemala. En 1931 aparecen comentarios en el Diario de Centro América, en ese tiempo era alentador que la prensa escrita se preocupara de mantener viva la idea de construir o importar transmisiones de onda corta y larga, para instituir en Guatemala la industria de la radiodifusión.

### Década de 1930
En la década de 1930, surgieron en Guatemala varias estaciones con la intención de entretener a los guatemaltecos, quienes podían hacerse de un aparato radio-receptor que en esa época tenía un costo de entre 20 y 50 quetzales.
Muy poco tiempo después, Miguel Ángel Mejicanos Novales funda en su propia residencia la primera Radio privada del país, que se conoció como TGX (que para ese entonces era dirigida por el artista guatemalteco Guillermo Andréu Corzo), y que al poco tiempo se trasladaría a sus nuevas instalaciones en el edificio que ocupó el Periódico Liberal Progresista fundado en el año de 1938. Y en el mismo año la Familia Castillo (propietarios de la Cerveceria Centroamericana) y de la fábrica de bebidas Gaseosas Divaris, contratan a Guillermo Andreu Corzo con el que fundan e inauguran su propia radiodifusora el 30 de junio de 1938 con el nombre de Radio TGC, que fue más conocida como Radio Vidaris (que se relacionaba directamente con el nombre de las gaseosas que vendía y distribuia los hermanos Castillo). Esta radiodifusora transmite únicamente 4 horas y media al día, dos y media horas al medio día y dos horas por la noche, con transmisiones en vivo de cantantes, artistas, y grupos musicales nacionales.
Al inicio de las primeras radiodifusoras le siguen la TG1/TG2 en el año de 1937 y Radio Morse en el mes de marzo del mismo año, la cual se encontraba adscrita a la Dirección General de Telégrafos, y que estuvo en el aire durante trece años hasta el día 3 de febrero de 1953, cuando por orden del gobierno se dispuso hacer el traslado del radiotransmisor de la radiodifusora Morse a la cabecera departamental de Suchitepéquez, en Mazatenango, fueron parte del personal de locutores deportivos de esta radio Manuel Ángel Ponce, el “Chipote” Ponce, y el “cuatro efes ”Francisco Fernando Fernández Fonseca quien fue muy reonocido por utilizar frases poéticas en sus narraciones deportivas, también se transmitió por esta radio el segundo radioperiodico que se fundó en el país que se conoció como “Radio Reporter” por el periodista Humberto Maradiaga, transmitido por primera vez el 15 de diciembre de 1944.

### Década de 1940
En el año de 1947 inicia sus transmisiones desde el barrio  Gerona 13 calle y 13 avenida Radio Panamericana, que se conoció desde sus inicios como "La Voz de la Marimba", posteriormente como La Emisora del Automovilista y por último como la conocemos actualmente como "La Radio de Ayer, de Hoy y de Siempre".
En 1948 en el mes de febrero nace Radio Bolívar (hoy Radio Cadena Sonora) en la frecuencia 6335 kilohertz, la cual se encontraba ubicada en la avenida bolívar y 28 calle de la zona 8, en el Barrio de la Libertad, y que posteriormente al aumentar su potencia al hacer cambio de torre de transmisión y una nueva frecuencia en los 1180 kilohertz en AM cambia también su nombre al de Radio Sonora el día 15 de noviembre de 1954, trasladando sus estudios a la 5.ª avenida 16-38 de la zona 1, muchos años después cambio de nuevo su ubicación en el año de 1979 a la 16 calle 5-20 de la zona 1, dentro de su programación destacó en esas épocas los programas “Complaciendo al instante”, y los editoriales del periodista Timoteo Curruchiche. 
En el Edificio en donde se ubicaba frente al Teatro Lux, “El Palacio del Cine” el Club Nocturno Ciros, en el segundo nivel inicia sus operaciones el día 20 de noviembre de 1946 la radiodifusora del mismo nombre Radio Ciros (hermana de la Radio La Voz de las Américas), propiedad de Roberto Castillo Sinibaldi, que utilizaba el eslogan “Ciros Musical, su radio Original” esta radio se destacó a partir de ese año entre todas las radios de Guatemala por transmitir en vivo las presentaciones de grandes artistas y bandas nacionales e internacionales, y el que dio vida a uno de los radioperiódicos más añejos de Guatemala, que se llama Guatemala Flash Posteriormente con la compra de un nuevo transmisor la Radio Ciros se cambia a la 3.ª Avenida entre 19 y 20 calle, zona 1.

## Estaciones de radio

### Frecuencia Modulada
Nota: Estas son frecuencias que solo se pueden escucharse en la ciudad de Guatemala Para las radios en el resto del país, véase aquí
| Logo | Nombre              | Programación                                            | Indicativo | Frecuencia (central) | Propietario                                 |
| ---- | ------------------- | ------------------------------------------------------- | ---------- | -------------------- | ------------------------------------------- |
|      | Nueva Fabuestéreo   | Música en español de los 90 hasta la actualidad         | TGFB       | 88.1                 | Grupo Emisoras Unidas                       |
|      | Galaxia La Picosa   | Música regional mexicana                                | TGSG       | 88.5                 | Grupo Chapín Radios                         |
|      | Fabulosa            | Música clásica en inglés                                | TGGU       | 88.9                 | Grupo Nuevo Mundo                           |
|      | Radio Estrella      | Música cristiana católica                               | TGYC       | 89.3                 | Radio Estrella                              |
|      | Emisoras Unidas     | Noticias, deportes y música variada                     | TGVM       | 89.7                 | Grupo Emisoras Unidas                       |
|      | YoSi Sideral        | Música variada en español e inglés                      | TGSE       | 90.1                 | Grupo Emisoras Unidas                       |
|      | Radio Punto         | Noticias, deportes, música variada y programas variados | TGPG       | 90.5                 | Radio Grupo Alius                           |
|      | Éxitos              | Música variada en español                               | TGDC       | 90.9                 | Grupo Chapín Radios                         |
|      | Ke Buena            | Música regional mexicana                                | TGRD       | 91.3                 | Radio Grupo Alius                           |
|      | Rhema Stéreo        | Música cristiana                                        | TGRM       | 91.7                 | Rhema Comunicaciones                        |
|      | Radio Universidad   | Noticias, deportes, música variada y programas variados | TGUC       | 92.1                 | Universidad de San Carlos de Guatemala      |
|      | Más Música          | Música juvenil en español e inglés                      | TGCI       | 92.5                 | Grupo Nuevo Mundo                           |
|      | FM Joya             | Música en español desde los 90                          | TGED       | 92.9                 | Grupo Chapín Radios                         |
|      | Los 40              | Música juvenil en español e inglés                      | TGCV       | 93.3                 | Grupo Prisa / Grupo Santillana de Guatemala |
|      | Mía                 | Música variada en español                               | TGSA       | 93.7                 | Radio Corporación Nacional                  |
|      | La Marca            | Música variada en español e inglés                      | TGNE       | 94.1                 | Grupo Chapín Radios                         |
|      | La Sabrosona        | Música variada en español                               | TGXR       | 94.5                 | Grupo Nuevo Mundo                           |
|      | 949 Radio           | Música juvenil en inglés                                | TGFM       | 94.9                 | Radio Corporación Nacional                  |
|      | Radio Viva          | Música cristiana                                        | TGRV       | 95.3                 | Radio Grupo Alius                           |
|      | Radio Ranchera      | Música regional mexicana y marimba pura                 | TGRR       | 95.7                 | Grupo Chapín Radios                         |
|      | Nuevo Mundo         | Noticias, deportes y música variada                     | TGER       | 96.1                 | Grupo Nuevo Mundo                           |
|      | Atmósfera           | Música juvenil en inglés                                | TGHN       | 96.5                 | Grupo Emisoras Unidas                       |
|      | Radio Cadena Sonora | Noticias, deportes y música variada                     | TGT        | 96.9                 | Grupo Chapín Radios                         |
|      | Alfa                | Música variada en español e inglés                      | TGAR       | 97.3                 | Grupo Chapín Radios                         |
|      | Kiss                | Música clásica en inglés                                | TGYA       | 97.7                 | Grupo Emisoras Unidas                       |
|      | Ilumina FM          | Música cristiana                                        | TGGR       | 98.1                 |                                             |
|      | Fiesta (**)         | Música juvenil en español e inglés                      | TGVZ       | 98.5                 | Grupo Chapín Radios                         |
|      | FM Globo            | Música en español desde los 90, tropical e inglés       | TGEC       | 98.9                 | Radio Corporación Nacional                  |
|      | La Grande           | Música variada en español                               | TGET       | 99.3                 | Grupo Emisoras Unidas                       |
|      | El Camino FM        | Música cristiana                                        | TGEE       | 99.7                 |                                             |
|      | Infinita            | Programación variada                                    |            | 100.1                |                                             |
|      | Radio Cultural TGN  | Música cristiana                                        | TGN        | 100.5                |                                             |
|      | Actitud             | Música cristiana                                        |            | 100.9                | Casa de Dios                                |
|      | Xtrema              | Música de mezclas                                       | TGSV       | 101.3                | Grupo Chapín Radios                         |
|      | Exa FM              | Música juvenil en español e inglés                      | TGVO       | 101.7                | Radio Grupo Alius                           |
|      | Plus                | Música clásica en inglés                                | TGCC       | 102.1                | Radio Grupo Alius                           |
|      | Clásica             | Música clásica en español e inglés                      |            | 102.5                | Radio Corporación Nacional                  |
|      | Caliente            | Música variada en español                               | TGMR       | 102.9                | Grupo Nuevo Mundo                           |
|      | Radio María         | Música cristiana católica                               | TGAM       | 103.3                | Radio María                                 |
|      | Fiesta (*)          | Música juvenil en español e inglés                      | TGBM       | 103.7                | Grupo Chapín Radios                         |
|      | La Tronadora        | Música variada en español                               |            | 104.1                | Grupo Emisoras Unidas                       |
|      | Radio Faro Cultural | Música clásica, instrumental y marimba pura             | TGRF       | 104.5                | Ministerio de Cultura y Deportes            |
|      | Tropicálida         | Música variada en español                               | TGFR       | 104.9                | Grupo Chapín Radios                         |
|      | Romántica           | Música clásica en español                               |            | 105.3                | Grupo Nuevo Mundo                           |
|      | Unión Radio         | Música cristiana adventista                             |            | 105.7                | Iglesia Adventista del Séptimo Día          |
|      | La Red              | Noticias, deportes y música variada                     | TGRA       | 106.1                | Radio Corporación Nacional                  |
|      | Fuera del aire      | Fuera del aire                                          | TGAE       | 106.5                |                                             |
|      | Sónica              | Noticias, deportes y música variada                     | TGII       | 106.9                |                                             |
|      | TGW                 | Noticias, deportes y música variada                     | TGW        | 107.3                | Gobierno de Guatemala                       |
|      | La Mega             | Música juvenil en español e inglés                      |            | 107.7                | Radio Corporación Nacional                  |

(*) Estación con programación propia.
(**) Estación retransmisora.

#### Estaciones de radio extintas
| Nombre                 | Programación                                            | Indicativo | Frecuencia (central) | Propietario                                               | Estación suplente | Propietario                               |
| ---------------------- | ------------------------------------------------------- | ---------- | -------------------- | --------------------------------------------------------- | ----------------- | ----------------------------------------- |
| Femenina               | Música clásica en español                               |            | 91.7                 | Grupo Arcaso                                              | Rhema Stéreo      | Rhema Comunicaciones                      |
| La Vieja               | Música regional mexicana                                |            | 91.7                 | Grupo Arcaso                                              | Rhema Stéreo      | Rhema Comunicaciones                      |
| La Bomba               | Música variada en español                               |            | 91.7                 | Grupo Arcaso                                              | Rhema Stéreo      | Rhema Comunicaciones                      |
| La Qué Buena           | Música regional mexicana                                |            | 91.7                 | Grupo Emisoras Unidas                                     | Rhema Stéreo      | Rhema Comunicaciones                      |
| FM Fútbol              | Deportes, música variada y programas variados           |            | 91.7                 | Grupo Emisoras Unidas                                     | Rhema Stéreo      | Rhema Comunicaciones                      |
| E-rradical             | Música juvenil en inglés                                |            | 92.5                 | Radio Grupo Alius                                         | Más Música        | Grupo Nuevo Mundo                         |
| Radio Disney Guatemala | Música juvenil en español e inglés                      |            | 92.5                 | Mediacorp S.A./The Walt Disney Company Latin America      | Más Música        | Grupo Nuevo Mundo                         |
| Status                 | Música juvenil en español e inglés                      |            | 92.9                 | Grupo Chapín Radios                                       | FM Joya           | Grupo Chapín Radios                       |
| La Guapachona          | Música regional mexicana y marimba orquesta             |            | 92.9                 | Grupo Chapín Radios                                       | FM Joya           | Grupo Chapín Radios                       |
| Radio Disney Guatemala | Música juvenil en español e inglés                      |            | 92.9                 | Grupo Chapín Radios/The Walt Disney Company Latin America | FM Joya           | Grupo Chapín Radios                       |
| Flix                   | Música juvenil en español e inglés                      |            | 92.9                 | Grupo Chapín Radios                                       | FM Joya           | Grupo Chapín Radios                       |
| FM Cool                | Música juvenil en inglés                                |            | 93.3                 | Grupo Chapín Radios                                       | Los 40            | Grupo Prisa/Grupo Santillana de Guatemala |
| Stéreo Amor            | Música clásica en español                               |            | 93.7                 | Grupo Arcaso                                              | Mía               | Radio Corporación Nacional                |
| La Caribeña            | Música variada en español                               |            | 93.7                 | Grupo Arcaso                                              | Mía               | Radio Corporación Nacional                |
| Fresa                  | Música juvenil en español e inglés                      |            | 93.7                 | Grupo Arcaso                                              | Mía               | Radio Corporación Nacional                |
| Doble SS               | Música juvenil en inglés                                |            | 98.1                 | Grupo Arcaso                                              | Ilumina FM        |                                           |
| Doble SS               | Música juvenil en español e inglés                      |            | 98.1                 | Grupo Emisoras Unidas                                     | Ilumina FM        |                                           |
| Mundial                | Noticias, deportes, música variada y programas variados |            | 98.5                 | Cadena Azul de Guatemala                                  | Flix              | Grupo Chapín Radios                       |
| Flix                   | Música juvenil en español y en inglés                   |            | 98.5                 | Grupo Chapín Radios                                       | Fiesta            | Grupo Chapín Radios                       |
| Conga                  | Música variada en español                               |            | 99.7                 | Grupo Arcaso                                              | El Camino         |                                           |
| Top 99                 | Música juvenil en inglés                                |            | 99.7                 | Grupo Arcaso                                              | El Camino         |                                           |
| Excel                  | Música juvenil en español e inglés                      |            | 100.9                | Grupo Arcaso                                              | Actitud           | Casa de Dios                              |
| Doble SS               | Música juvenil en inglés                                |            | 100.9                | Grupo Arcaso                                              | Actitud           | Casa de Dios                              |
| Excel                  | Música clásica en español                               |            | 100.9                | Grupo Emisoras Unidas                                     | Actitud           | Casa de Dios                              |
| YXY                    | Música de mezclas                                       |            | 100.9                | Radio Corporación Nacional                                | Actitud           | Casa de Dios                              |
| Fresa                  | Música juvenil en español e inglés                      |            | 101.3                | Grupo Arcaso                                              | Xtrema            | Grupo Chapín Radios                       |
| Excel                  | Música juvenil en español e inglés                      |            | 101.3                | Grupo Arcaso                                              | Xtrema            | Grupo Chapín Radios                       |
| Kiss                   | Música clásica en inglés                                |            | 101.3                | Grupo Emisoras Unidas                                     | Xtrema            | Grupo Chapín Radios                       |
| Radio Activa           | Música juvenil en español e inglés                      |            | 101.7                | Radio Grupo Alius                                         | Exa FM            | Radio Grupo Alius                         |
| VOX FM                 | Música juvenil en español e inglés                      |            | 101.7                | Radio Grupo Alius                                         | Exa FM            | Radio Grupo Alius                         |
| Stéreo Visión          | Música cristiana                                        |            | 104.1                | Corporación de Radios Stéreo Visión                       | La Tronadora      | Grupo Emisoras Unidas                     |
| Ejecutiva              | Música clásica en inglés                                |            | 106.5                | Grupo Arcaso                                              | Fuera del aire    | Fuera del aire                            |
| Uy, Uy, Uy             | Música regional mexicana                                |            | 106.9                | IGER                                                      | Sónica            |                                           |
| Radio 10               | Noticias, deportes y música variada                     |            | 107.7                | Mediacorp S.A.                                            | La Mega           | Radio Corporación Nacional                |

## Grupos Radiales
- Radio Grupo Alius
- Grupo Chapín Radios (Fusión de Grupo Central de Radios y Grupo Radial El Tajín)
- Grupo Emisoras Unidas
- Radio Corporación Nacional
- Grupo Nuevo Mundo